# تشيومادول
سيومادول (بالمجرية: Csomád) هو بركان خامد في رومانيا. تقع في منطقة الكاربات الشرقية ‏، بين مدينتي السبا بايلي توشناد ‏ وبالفانيوس. يقع جبل شيومادول في الطرف الجنوبي الشرقي من سلسلة البراكين الكارباتية وهو أصغر بركان في منطقة الكارباتو بانونيا. يتكون تشيومادول من عدة قباب من الحمم البركانية مع اثنين من فوهات الانفجار المدمجة المعروفة باسم موهوش وسفانتا آنا، والتي تحتوي الأخيرة على بحيرة فوهة، بحيرة سفانتا آنا ‏. الصخور البركانية السائدة في سيومادول هي الداسيت الغني بالبوتاسيوم.
بدأ النشاط البركاني في شيومادول بالنشاط البركاني منذ حوالي مليون سنة. تم بناء معظم البركان منذ ما بين 650،000 إلى 500،000 سنة.
بين 56،000 و32،000 سنة مضت حدث نشاط بركاني متفجر في شيومادول. إن التواريخ الدقيقة للثورات المختلفة وتكوين فوهات سفانتا آنا وموهوس غير واضحة، ويرجع ذلك جزئيًا إلى أن التواريخ التي تم الحصول عليها عن طريق تأريخ البوتاسيوم والأرجون وتقنيات التأريخ الأخرى تختلف عن بعضها البعض. وقد وصلت بعض الانفجارات البركانية إلى قوة دون قوة بلينيوس، مما أدى إلى قذف الرماد البركاني حتى البحر الأسود.
وقد حدث آخر ثوران بركاني منذ ما بين 32،600 و27،500 سنة. تاريخها غير واضح أيضًا. تشير النشاط الزلزالي والحراري الأرضي المستمر، وانبعاثات الغاز البركاني والأدلة على وجود غرفة الصهارة التي لا تزال موجودة، إلى أن شيومادول هو بركان نشط محتمل.

## الجغرافيا والجيولوجيا

### الإعداد الإقليمي
باستثناء اليونان وإيطاليا، حدث النشاط البركاني الأكثر حداثة في أوروبا القارية منذ ما بين 40.000 و6.500 عام في جاروتشا، والكتلة الوسطى، وفولكانيفيل.
كان النشاط البركاني في منطقة كارباتيا وبانونيا مستمرًا منذ 20 مليون عام، ولكنه انخفض خلال العصر الرباعي. لم تحدث أي ثورات بركانية في العصر الهولوسيني. حدث النشاط البركاني الأخير في سيومادول في العصر الجليدي الأخير. وقد حدثت أيضًا بركانية بازلتية متفرقة في المنطقة، مما أدى إلى تشكيل حقول بركانية أحادية المنشأ ‏.
يقع قوس بركاني بطول 700 كيلومتر (430 ميلًا) في جبال الكاربات. في قسمه الجنوبي، المعروف أيضًا باسم سلسلة كاليماني (كيليمن) – جورجيو (جورجيني) – هارغيتا (هارغيتا)، هاجر النشاط البركاني جنوبًا منذ ما بين 9 و0.22 مليون سنة، مشكلًا سلسلة بركانية بطول حوالي 100 كيلومتر (62 ميلًا). انخفض إنتاج الصهارة تدريجيًا مع مرور الوقت، حيث كانت البراكين المبكرة براكين طبقية كبيرة تتميز أحيانًا بثورات بركانية مكونة كالديرا، بينما يشمل النشاط الأحدث براكين أحادية النشأة على الرغم من أن جهود التأريخ الأكثر دقة وتقدير الحجم في كيوماد قد وجدت زيادة في معدلات الثوران بمرور الوقت.
يحدث هذا النشاط البركاني في بيئة حدث فيها تصادم بين الصفيحة الأوراسية والصفيحة الدقيقة تيسا–داسيا، سبقته مرحلة من الاندساس تتضمن محيطًا ضيقًا. هذا جزء من الاصطدام بين الصفيحة الأفريقية والصفيحة الأوراسية؛ قد يكون الاندساس لا يزال جاريًا في منطقة الكاربات. تتميز منطقة فرنشيا، التي تبعد 50 كيلومترًا (31 ميلًا) عن كيومدول، بنشاط زلزالي مستمر؛ تشير الزلازل العميقة إلى وجود بقايا من صفيحة صخرية أسفل منطقة فرنشيا. قد يكون هذا الإعداد التكتوني مسؤولاً أيضًا عن عمليات الاستخراج المستمرة في جبال الكاربات الجنوبية الشرقية، والنشاط البركاني في كيوماد وحقل بيرشاني البركاني، على بعد 40 كيلومترًا (25 ميلًا) جنوب كيوماد، والذي كان نشطًا في نفس الوقت مع نشاط كيوماد الأقدم. تشير النظريات الأخرى حول النشاط البركاني لكيوماد إلى انفصال الغلاف الصخري أو تراجع منطقة الاندساس.
النشاط البركاني في هذه السلسلة هو كلسي قلوي، مما ينتج عنه كل من الأنديزيت، والداسيت، والريوليت. منذ ثلاثة ملايين سنة، حدث تغيير في كيمياء البراكين، مع زيادة محتوى البوتاسيوم في الصخور. تزامن هذا التغيير في التركيب الجغرافي مع النشاط البركاني الذي يعبر خطًا يُعرف باسم خط تروتوس.

### البركان

نموذج ثلاثي الأبعاد للبركان

تقع مدينة سيومادول في جنوب شرق جبال الكاربات، في نهاية سلسلة البراكين كاليماني (كيليمن) – جورجيو (جورجيني) – هارجيتا (هارجيتا)، وتُعرف أيضًا باسم كسوماد باللغة المجرية. يفصل مضيق نهر أولت مدينة سيومادول عن جبال هارغيتا. تقع مدينتي بايلي توشناد ‏ وبيكساد بالقرب من البركان، ويؤدي طريق إلى البركان من الجنوب الشرقي ويمر عبر مستنقع موهوس إلى بحيرة سفانتا آنا ‏. يتكون الجزء السفلي من البركان من صخور فلايش ‏ من العصر الطباشيري ومن البراكين الأقدم؛ في بعض الأماكن، تتراكم الصخور البركانية فوق الرواسب النهرية.
تم ذكر الأماكن المحيطة بشيومادول لأول مرة في عام 1349؛ وكان عالم المعادن الساكسوني يوهان إيرينويرت فيشتل أول من فسرها على أنها بركان، وذلك في عام 1780. تم اقتراح فكرة أن تشيومادول يمكن أن يكون بركانًا نشطًا لأول مرة في نفس العام على أساس مظهره الشاب وإطلاق الغاز. وقد جذبت هذه الاكتشافات العلماء والزوار إلى البركان وتم نشر أول تحليل علمي للبركان بعد ثماني سنوات فقط. في حين افترضت إحدى الدراسات المنشورة في عام 1964 أن توفات سيومادول كانت عبارة عن بركانيات من العصر البليوسيني المعاد تشكيلها، فقد تم تحديد العصر البليستوسيني المتأخر بعد ذلك بوقت قصير. البركان هو أحدث مركز بركاني في جبال الكاربات وله مظهر أكثر وعورة من الجبال المحيطة.
يتكون جبل سيومادول من مجموعة من قباب الحمم البركانية والمواد البركانية الأخرى التي تشكل سلسلة مائلة نحو الجنوب ترتفع فوق قمة جبلية 700-متر-ارتفاع (2,300 قدم) المحيطة بحوض سيوك السفلي. تشكل قباب الحمم البركانية الفردية تلالًا مخروطية الشكل، والتي يصل ارتفاعها إلى 300–400 متر (980–1,310 قدم) وعرض يتراوح بين 1–2 كيلومتر (0.62–1.24 ميل). تشمل القباب الفردية حرم الإربص (Fű–Haram باللغة المجرية)، حورمول ماري (Nagy–Haram)، حرامول مايك (Kis–Haram)، ڤي إف. سيتاتسي (فار–تيتو)، ف. كوملوس (كوملوس–تيتو)، ف.ف. سوردوك (Szurdok–tető) و ديالول ماري جنوب شرق المجمع الرئيسي. المجموعة المركزية من القباب بيضاوية الشكل وأثرت الصدوع التكتونية على نموها. أعلى نقطة في المجمع هي سيومادول ماري (Nagy–Csomád) بارتفاع 1,301 متر (4,268 قدم). تأثرت بعض القباب لاحقًا بالتآكل أو النشاط الانفجاري  أو التغيير البركاني. يغطي المجمع البركاني بأكمله مساحة سطحية قدرها 80 كيلومتر مربع (31 ميل2)، وتحيط بها سهل دائري/نصف دائري مكون من حطام بركاني.

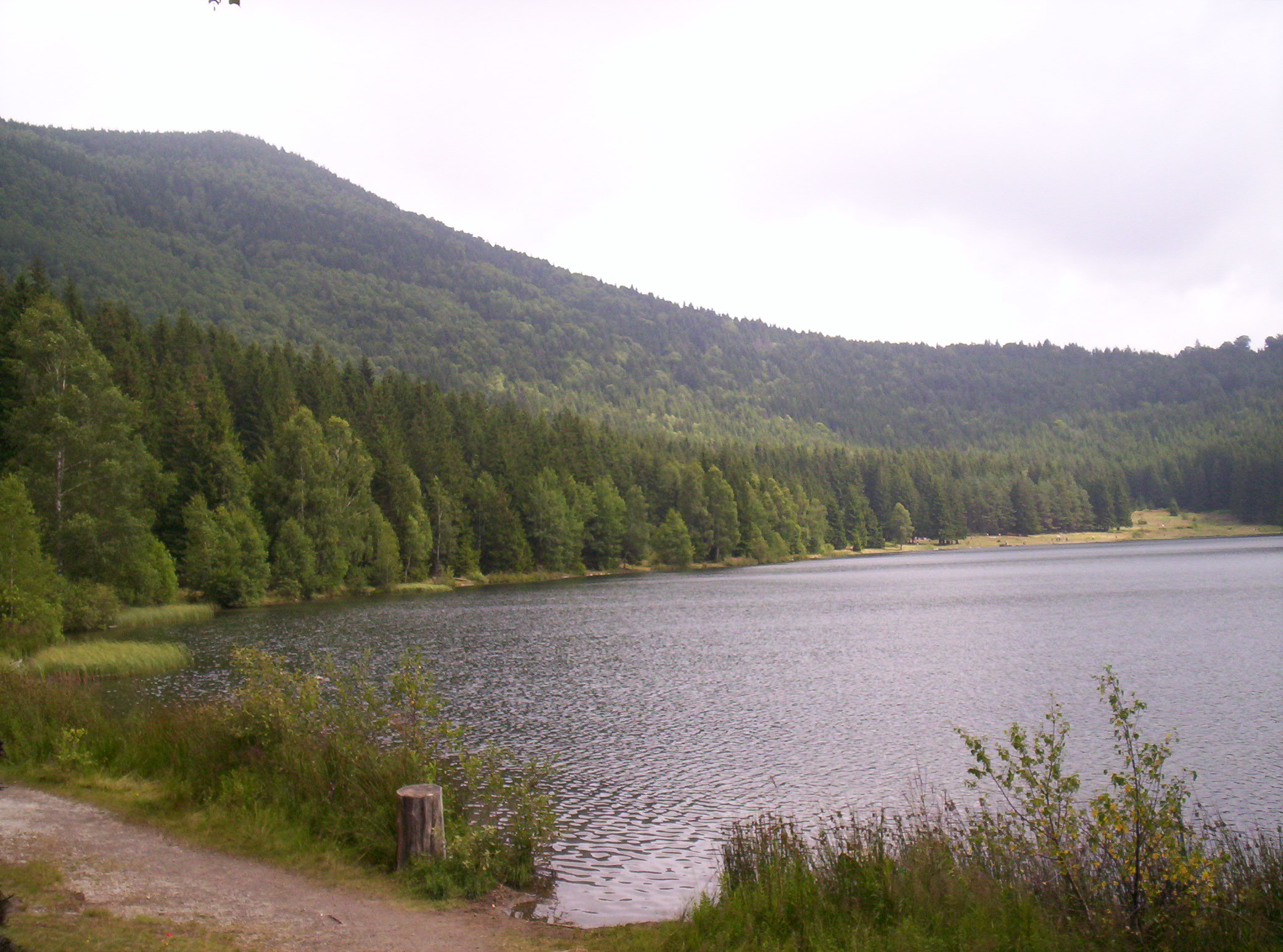
فوهة سفانتا آنا والبحيرة

يحتوي مجمع قبة الحمم البركانية على فوهتين، تُسمى موهوش وسفانتا آنا. وقد تشكلتا في قباب الحمم البركانية الموجودة سابقًا والتي تشكل الهامش الغربي للفوهات، بينما تظهر منتجات الانفجارات البركانية في الشرق. يبلغ عرض فوهة سفانتا آنا 1,600 متر (5,200 قدم) وعمقها 200 متر (660 قدم) أسفل الحافة، وهي قابلة للمقارنة مع فوهة بركان إل تشيتشون في المكسيك. تفتقر هذه الفوهة إلى خرق وهي غير متأثرة نسبيًا بالتآكل. تحتوي على بحيرة فوهة بعمق 6 أمتار (20 قدمًا)، والتي ربما كان عمقها أكثر من 12 مترًا (39 قدمًا). هذا تُعرف البحيرة التي تبلغ مساحتها 189.9 كيلومترًا مربعًا (73.3 ميلًا مربعًا) باسم بحيرة سفانتا آنا (46°07′35″N 25°53′17″E / 46.12639°N 25.88806°E) وتقع على ارتفاع 946 مترًا (3104 قدمًا)؛ وقد جذب نظامها البيئي وبيئتها انتباه العلماء لقرنين من الزمان.
تقع فوهة موهوش على ارتفاع 1,050 متر (3,440 قدم).  إنه أكبر من سفانتا آنا بقطر 1.9 كيلومتر (1.2 ميل) وليس عميقًا حيث يقع قاعه فوق مستوى سطح البحر. وهي مليئة بطبقة من 10-متر-thick (33 قدم) و 800,000-متر-مربع (80 ها) مستنقع الخث السفاجنوم وحافته مقطوعة بواسطة فوهة سفانتا آنا.

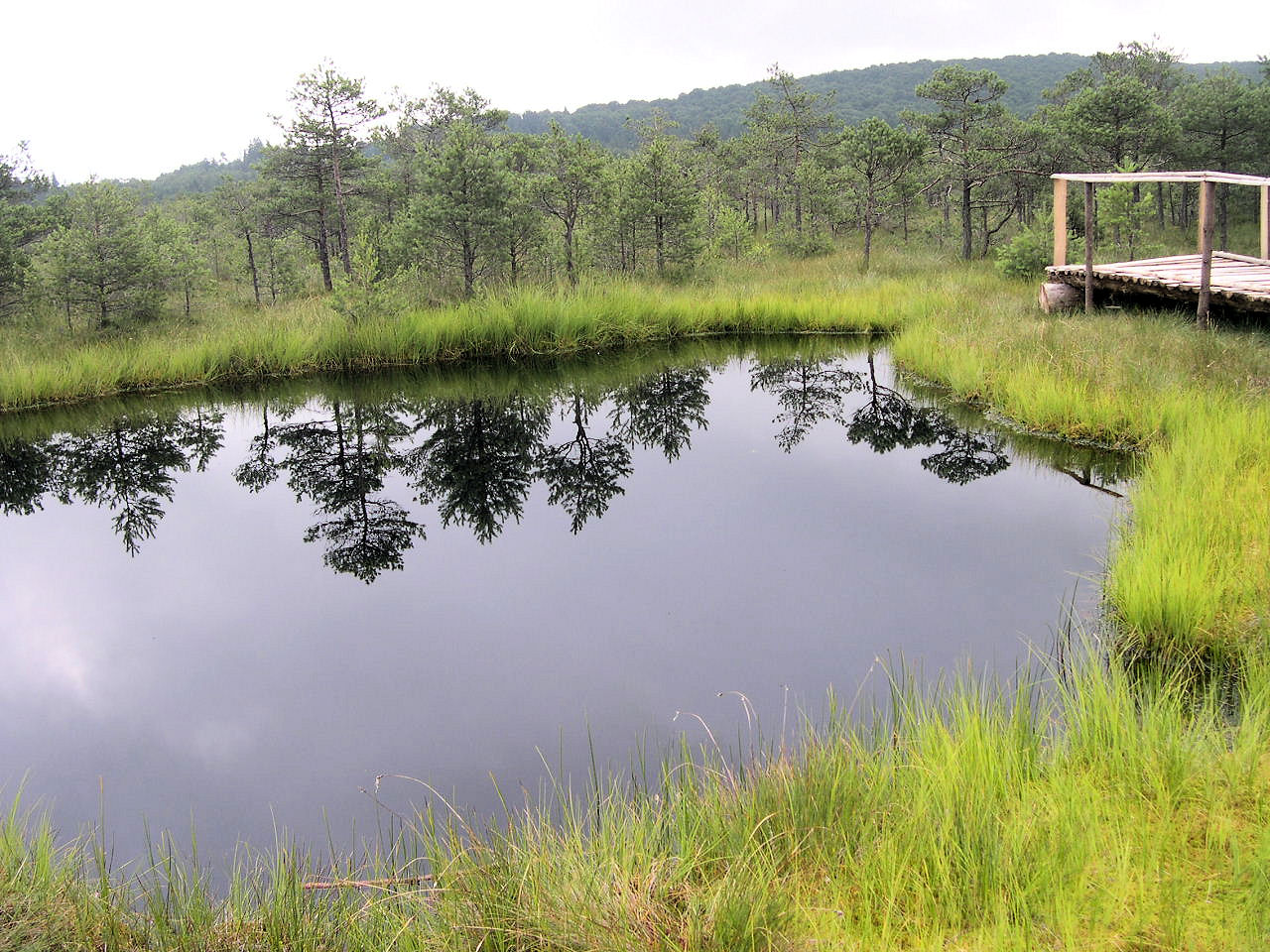
مستنقع الخث في فوهة موهوش

على عكس سفانتا آنا، تم اختراق فوهة موهوس بسبب التآكل، مما تسبب في تكوين وادي مخرج. تشكلت كلتا الفوهتين نتيجة ثورات بركانية متفجرة، ومن الصعب التمييز بين رواسب كل منهما. إن وجود حفرة أكبر يبلغ قطرها 2–2.5 كيلومتر (1.2–1.6 ميل)تم اقتراح، يشمل كل من سفانتا آنا وموهوش.
تم العثور على رواسب التدفق البركاني الفتاتية التي أنشأها تشيومادول على منحدراتها الشمالية الشرقية والجنوبية والغربية. تصل إلى مسافة تصل إلى 25 كيلومتر (16 ميل) من البركان. في طريق توشناد، يبلغ سمك أحد التدفقات ق. 10 متر (33 قدم). كما تم العثور على طبقة سقوط التيفرا، والرواسب الصخرية، ورواسب الاندفاع، وتحتوي رواسب التدفق على كتل من الخفاف. طبقة واحدة من اللبلاب، 20–23 سنتيمتر (7.9–9.1 بوصة) سميكة، من تشيومادول تم تحديد 40 كيلومتر (25 ميل) شرق البركان. تم تقسيم التكوين البركاني بأكمله إلى ثلاث فئات تُعرف باسم «النشاط البركاني المبكر + النشاط البليني»، و«النشاط البليني الأوسط»، و«النشاط البركاني الأخير في عصر سفانتا آنا». كل منها يتكون من عدد من طبقات التيفرا الفردية التي ثارت منذ 42000–40000 سنة، وحوالي 31،500 و29000–28،000 سنة. ربما أدت بعض هذه الانفجارات إلى سد نهر أولت؛ وعندما عاد النهر إلى مجراه، أنتج رواسب من الطين البركاني.
تشمل التضاريس الأخرى في سيومادول الأودية وتدفقات الحمم البركانية. يبلغ الحجم الإجمالي للمجمع حوالي 8–15 كيلومتر مكعب (1.9–3.6 ميل3) ما يعادل الصخور الكثيفة. وقد كشفت عمليات الحفر عن وجود تسلل على عمق 575 متر (1,886 قدم). أخيرًا، توجد منتجات التآكل البركاني والرواسب البركانية في جميع أنحاء المجمع البركاني وعلى مسافة تصل إلى 350 كيلومتر (220 ميل) شرقها.
تمتد المراكز البركانية القديمة إلى الشمال الغربي من شيومادول. مع تزايد المسافة، توجد مراكز بركانية مثل مركز بيليسكا الذي يبلغ عمره من 2.5 إلى 1.5 مليون سنة، ومركز كوكو الذي يبلغ عمره من 2.8 إلى 2.2 مليون سنة، ومراكز لوسي لازو وسوموليو سيوك البركانية التي يبلغ عمرها من 4.3 إلى 3.6 مليون سنة. إلى الجنوب من تشيومادول، ثارت شوشونيتات مورغول منذ 2.3 إلى 1.5 مليون سنة؛ وهي تمثل قبابًا مخفية. تتدفق الحمم البركانية الأنديزيتية من بيليسكا تحت رواسب سيومادول في بعض الأماكن.

### التعبير
الصخر الرئيسي هو الداسيت، الذي يشكل مجموعة من الكلس القلوي الغني بالبوتاسيوم. تتمتع الصخور بمظهر بورفيري وتحتوي على عدد قليل من الحويصلات. كما أنها غنية جدًا بالبلورات، حيث تكون المعادن المهيمنة المكونة للبلورات الفينوكريستية هي البيوتايت والهورنبلند والبلاجيوكليز. أقل أهمية هي الألانيت، الأباتيت، الكلينوبيروكسين، الزبرجد الزيتوني، أورثوبيروكسين، الكوارتز، السفين والزركون. تحتوي الكتلة الأرضية على البلاجيوكليز والبيروكسين وثاني أكسيد السيليكون وأكاسيد الحديد والتيتانيوم. تعتبر الجلطات التي تتكون من بلورات الفلسيس المختلفة شائعة. كان تكوين صخور كيومدول ثابتًا إلى حد ما طوال تطورها على الرغم من وجود تحولين منذ مليون و650 ألف عام قبل الحاضر، ويشير هذا التنوع في مكوناتها إلى أن نشأة صهارة كيومدول تضمنت اختلاطًا بين الصهارة الفلسية والمافية. تختلف تركيبات البلورات الفينوكريستية في سيومادول عن تلك الموجودة في البراكين الأخرى في جبال الكاربات. تنشأ الصهارة من الغلاف الصخري للوشاح العلوي، والذي خضع لتغيرات تحولية.
من الناحية التركيبية، تم تقسيم تيفرس سيومادول إلى مجموعتين، واحدة تسمى نوع توشناد والأخرى نوع بيكساد. تتكون نسبة كبيرة من البلورات في الصخور من بلورات سابقة وبلورات زينوكريست، مما يجعل تأريخ الصخور بالطرق الإشعاعية أمرًا صعبًا. وتشمل هذه العناصر الأمفيبول والبيوتايت والفلسبار والزركون. تشكلت الزركونات بشكل مستمر تقريبًا على مدى مئات الآلاف من السنين داخل حجرة الصهارة في سيومادول، مما يشير إلى تبلور ثابت للغرفة. إن الاختلافات في درجة حرارة الصهارة ومحتوى البلورات ومشاركة البلورات المتبلورة الموجودة مسبقًا تحدد ما إذا كان الثوران سيكون انبثاقيًا أم انفجاريًا.
تم تقدير درجة حرارة حجرة الصهارة بحوالي 700–750 °م (1,292–1,382 °ف) مع تسخين يزيد عن 200 °م (360 °ف) تحدث قبل بعض الانفجارات وفقًا لحسابات قياس الحرارة. من المرجح أن يكون النشاط البركاني قد حدث نتيجة حقن الصهارة البازلتية في حجرة الصهارة الفلسية قبل الانفجار الفعلي، كما لوحظ في البراكين السيليزية الأخرى حول العالم، ولكن من المحتمل أن حجرة الصهارة استمرت في إعادة الشحن حتى بين الانفجارات. تشكلت الأمفيبولات في الصخور على أعماق تتراوح بين 7–14 كيلومتر (4.3–8.7 ميل). يبلغ إنتاج الصهارة في تشيومادول حوالي 0.009 كيلومتر مكعب لكل ألفية (0.0022 ميل3/ka) في حين أن إعادة شحن حجرة الصهارة ربما وصلت إلى 0.00013 كيلومتر مكعب لكل سنة (3.1×10−5 ميل3/a).

## التاريخ البركاني
كان تشيومادول نشطًا لأكثر من نصف مليون عام، مع أقدم نشاط بين 1000000 و750000 عام مضت، حيث شكل قبابًا من الحمم البركانية. تشير التقديرات القديمة إلى أن النشاط البركاني لم يبدأ قبل 250 ألف عام، في حين أشارت الأبحاث الأحدث إلى بداية النشاط البركاني منذ أكثر من 600 ألف عام 850 ألف عام. تكون النشاط البركاني في شيومادول في الغالب من انبثاق قباب الحمم البركانية، وانهيارها يشكل تدفقات من الكتل والرماد، وثورات بركانية وشبه بركانية تفصل بينها فترات طويلة من الراحة. تم تقسيم التاريخ البركاني لتشيومادول إلى مرحلة انبثاقية استمرت حتى حوالي 440.000 عام ومرحلة انفجارية بدأت منذ 200.000 عام حيث زاد إنتاج الصهارة بمقدار 30 ضعفًا والتي تُعرف باسم «الشاب سيوماد». يتضمن الوصف البديل «كيوماد قديم» بين مليون إلى 300 ألف عام مضت و«فترة ثوران كيوماد شابة» بين 160 ألف إلى 30 ألف عام مضت، مع تقسيم الفترة الأخيرة بدورها إلى خمس مراحل وضعت حوالي 7 كيلومتر مكعب (1.7 ميل3) من الصخور.
تفصل فجوة زمنية تبلغ حوالي 500000 عام بين شيومادول ونشاط البراكين الأخرى في المنطقة. تم الحصول على أقدم تاريخين يعودان إلى 1،020،000 و850،000 سنة مضت على قباب الحمم البركانية الطرفية. أدى النشاط المبكر بين ق. 850،000 و440،000 سنة مضت إلى بناء القباب الجنوبية الشرقية. تُعرف هذه المرحلة الانبثاقية أيضًا باسم «سيوماد القديم»، وكانت الانفجارات مفصولة بفترات توقف طويلة دون نشاط بركاني من بعضها البعض. التواريخ التي تم الحصول عليها عن طريق تأريخ البوتاسيوم والأرجون أقدم بكثير؛ هناك خلاف كبير بين التواريخ التي تم الحصول عليها عن طريق تأريخ البوتاسيوم والأرجون أو تأريخ الأرجون والأرجون من ناحية وتأريخ اليورانيوم والثوريوم من ناحية أخرى في تشيومادول. تشير هذه التواريخ إلى أن تكوين قباب الحمم البركانية المركزية حدث منذ ما بين 590،000 و140،000 سنة.
منذ حوالي 200،000 إلى 130،000 سنة أو 150،000 إلى 100،000 سنة، تطور عدد من قباب الحمم البركانية. أصبحت الانفجارات البركانية شائعة منذ حوالي 57000 سنة فقط. في الفترة ما بين 56000 و32000 سنة مضت، حدث نشاط انفجاري في سيومادول. يتزامن هذا النطاق الزمني مع ترسب التيفرا من البراكين في إيطاليا في أوروبا؛ ومن المحتمل أن التيفرا جاءت أيضًا من سيومادول. في الواقع، يتداخل عمر ثوران تشيومادول الأخير مع عمر ثوران إجنيمبريت الكامباني.

## الحالة الحالية
في الوقت الحاضر، يعرض تشيومادول نشاطًا زلزاليًا، وإطلاق ثاني أكسيد الكربون من أحواض الفقاعات والمستنقعات والموفيتا وتدفقًا حراريًا غير طبيعي يصل إلى 85–120 واط لكل متر مربع (0.0106–0.0150 حصان/قدم2). تم العثور على إطلاق غاز ثاني أكسيد الكربون وكبريتيد الهيدروجين والميثان غير الحيوي في تشيومادول، مما يشكل رواسب الكبريتيد في بعض الكهوف. يتجاوز إجمالي إنتاج ثاني أكسيد الكربون حوالي 8,700 طن متري (8,600 طن كبير؛ 9,600 طن صغير) سنويًا، بينما يصل إنتاج الميثان إلى 1.3 طن متري (1.3 طن كبير؛ 1.4 طن صغير) سنويًا. قد تكون تركيزات ثاني أكسيد الكربون في بعض الأماكن مثل الكهوف مرتفعة بما يكفي لتصبح خطرة على الناس والحيوانات، وينعكس ذلك في أسماء الأماكن – مثل «كهف القاتل» – والأساطير المحلية عن «بوابة الجحيم». تم التخلي عن مناجم الشبة والكبريت السابقة شرق تشيومادول بسبب مخاطر الغازات السامة. يصاحب ثاني أكسيد الكربون غازات نبيلة مشتقة من الوشاح. قد تأتي الغازات مباشرة من الوشاح، وليس من الصهارة.
على أعماق تتراوح 5 إلى 27 كيلومتر (3.1 إلى 16.8 ميل) وخاصة 9 إلى 21 كيلومتر (5.6 إلى 13.0 ميل)،  تم تحديد حجرة الصهارة أسفل تشيومادول، استنادًا إلى البيانات المغناطيسية الأرضية، والعديد من 10 كيلومتر مكعب (2.4 ميل3)قد يكون هناك ما يقرب من الصهارة مخزنة تحت سيومادول. التفسير البديل هو أن هناك أقل من بضعة كيلومترات مكعبة من الصهارة. يبدو أن هذا الخزان الصخري يحتوي على حوالي 5–15% من الذوبان حسب الحجم، مع طبقية رأسية حسب درجة الحرارة. قد توجد أيضًا منطقة ذوبان بازلتية أعمق على عمق حوالي 30 كيلومتر (19 ميل). علاوة على ذلك، تم تحديد منطقة ذات سرعة زلزالية منخفضة باستخدام النمذجة الجيوفيزيائية والزلزالية في القشرة السفلية والوشاح العلوي أسفل كيوماد، حتى أعماق تصل إلى 110 كيلومتر (68 ميل) أو 400 كيلومتر (250 ميل).
تم ملاحظة النشاط الحراري المائي في تشيومادول وتوشناد باي، بما في ذلك نظام درجة حرارة عالية في العمق مع درجات حرارة تتجاوز 225 °م (437 °ف). تتراوح درجات الحرارة في ينابيع توشناد باي بين 15–23 °م (59–73 °ف) وتصريف المياه المالحة الغنية بثاني أكسيد الكربون والتي تخرج من الرواسب البركانية الفتاتية. يتم استخدامها في المنتجعات الصحية في المنطقة. في أحد الكهوف، تم العثور على أغشية حيوية بكتيرية ذاتية التغذية تعيش على الغازات الزفيرية أو رواسب الكبريت.

## النشاط المستقبلي
تعتبر البراكين عادة نشطة إذا حدثت ثورات فيها خلال العصر الهولوسيني. ومع ذلك، وكما أثبت الثوران غير المتوقع لبركان تشايتن في تشيلي في مايو/أيار 2008، فإن البراكين التي ظلت خاملة لفترة طويلة يمكن أن تعود إلى نشاطها مرة أخرى. يمكن أن تشكل مثل هذه البراكين تهديدًا للمناطق ذات النشاط البركاني الهادئ على ما يبدو. كانت فترات الراحة في تشيومادول أطول من الفترة الزمنية المنقضية منذ الثوران الأخير. تشير بيانات تبلور الزركون إلى أن غرف الصهارة في سيومادول كانت نشطة على مدى فترات زمنية تزيد عن 300000 عام.
بشكل فريد، يعتبر تشيومادول بركانًا لا يزال حيًا في أوروبا الشرقية، وتبدو فوهاته وكأنها في مرحلة الشباب. هناك دائمًا احتمال تجدد النشاط البركاني إذا لم تتصلب حجرة الصهارة حتى لو لم يكن هناك دليل إيجابي على استمرار توليد الصهارة. يحدث نشاط زلزالي عميق في سيومادول حتى عمق 70 كيلومتر (43 ميل) مما يشير إلى أن النظام البركاني بين حجرة الصهارة والذوبان الصخري لا يزال نشطًا. يُعتبر بركانًا نشطًا محتملًا  على الرغم من أن خطر الانفجارات الوشيكة قد تم تضخيمه بشكل كبير من قبل وسائل الإعلام المثيرة. يمكن أن يتم الإعلان عن الانفجارات المحتملة من خلال أسراب الزلازل الناجمة عن صعود الصهارة، تليها تشوه المبنى وإزالة الغازات في الأسابيع والساعات الأخيرة قبل الانفجار.

## المناخ والنباتات
تقع مدينة سيومادول في منطقة مناخية معتدلة. يصل معدل هطول الأمطار إلى 800–1,000 مليمتر (31–39 بوصة)، مما أدى إلى تآكل قوي. متوسط درجة الحرارة السنوي هو 7.6 °م (45.7 °ف) في سفانتو جورجي، أقرب محطة للأرصاد الجوية. حول سفانتا آنا، يبلغ متوسط درجات الحرارة في شهر يوليو 15 °م (59 °ف) ودرجات الحرارة في يناير تتراوح بين −5 إلى −6 °م (23 إلى 21 °ف).
على الرغم من حدوث بعض التجلد في جبال الكاربات خلال العصور الجليدية، لم يتم تسجيل أي نشاط جليدي في سيومادول. لم يكن البركان مغطى بالأشجار في ذلك الوقت، وكانت نباتات السهوب والتندرا تشكل معظم النباتات المبلغ عنها. تم استخدام عينات الحفر من مستنقع الخث في موهوش لإعادة بناء المناخ والهيدرولوجيا السابقة للمنطقة
تُغطى منطقة سيومادول بغابات الزان والتنوب. حول بحيرة سفانتا آنا، تتكون النباتات في الغالب من غابات فاغوس سيلفاتيكا (الزان الشائع) وبيسيا أبيس (التنوب النرويجي). وتشمل الأشجار الأخرى أيسر بلاتانويدس (القيقب النرويجي)، وبيتولا بندولا (البتولا الفضية)، وكاربينوس بيتولوس (الزان الشائع)، وبينوس سيلفستريس (الصنوبر الاسكتلندي)، وساليكس كابريا (الصفصاف الماعز)، وساليكس سينيريا (الصفصاف الرمادي). يحتوي المستنقع على كاريكس لاسيوكاربا ‏ (نبات السعد النحيل)، وكيركس روستراتا (نبات السعد الزجاجي)، وليسيماشيا ثيرسيفلورا ‏ (نبات الرخويات المتوجة)، وسفاغنوم أنجستيفوليوم ‏ (طحلب المستنقعات الناعم). في موهوش، تتكون النباتات من ألنوس جلوتينوسا (الألدر الشائع)، وبندولة البتولا وساليكس. يحتوي مستنقع الخث على أشجار ( الصنوبر السيلفستريس و بتولا بوبسكينس (البتولا الزغبية) وإريكاسي. تعتبر منطقة البركان موقعًا ذا أهمية مجتمعية ‏ وتم تحديد بعض أنواع النباتات المهددة بالانقراض في مستنقع موهوش.

### ببليوغرافيا
- Besutiu, Lucian; Szakács, Alexandru; Zlagnean, Luminița; Isac, Anca; Romanescu, Dragomir (1 Oct 2021). "On the uncertainty of geophysical data interpretation in volcanic areas through a case study: Ciomad Volcano". Physics of the Earth and Planetary Interiors (بالإنجليزية). 319: 106781. Bibcode:2021PEPI..31906781B. DOI:10.1016/j.pepi.2021.106781. ISSN:0031-9201.
- Cserép, Barbara; Szemerédi, Máté; Harangi, Szabolcs; Erdmann, Saskia; Bachmann, Olivier; Dunkl, István; Seghedi, Ioan; Mészáros, Katalin; Kovács, Zoltán; Virág, Attila; Ntaflos, Theodoros; Schiller, David; Molnár, Kata; Lukács, Réka (Dec 2023). "Constraints on the pre-eruptive magma storage conditions and magma evolution of the 56–30 ka explosive volcanism of Ciomadul (East Carpathians, Romania)". Contributions to Mineralogy and Petrology (بالإنجليزية). 178 (12): 96. Bibcode:2023CoMP..178...96C. DOI:10.1007/s00410-023-02075-z. hdl:20.500.11850/646219.
- Diaconu، Andrei-Cosmin؛ Tanțău، Ioan؛ Knorr، Klaus-Holger؛ Borken، Werner؛ Feurdean، Angelica؛ Panait، Andrei؛ Gałka، Mariusz (2019). "A multi-proxy analysis of hydroclimate trends in an ombrotrophic bog over the last millennium in the Eastern Carpathians of Romania". Palaeogeography, Palaeoclimatology, Palaeoecology. ج. 538: 109390. Bibcode:2020PPP...53809390D. DOI:10.1016/j.palaeo.2019.109390. ISSN:0031-0182. S2CID:210314054.
- Harangi، Szabolcs؛ Lukács، R.؛ Schmitt، A. K.؛ Dunkl، I.؛ Molnár، K.؛ Kiss، B.؛ Seghedi، I.؛ Novothny، Á.؛ Molnár، M. (15 أغسطس 2015). "Constraints on the timing of Quaternary volcanism and duration of magma residence at Ciomad volcano, east–central Europe, from combined U–Th/He and U–Th zircon geochronology". Journal of Volcanology and Geothermal Research. ج. 301: 66–80. Bibcode:2015JVGR..301...66H. DOI:10.1016/j.jvolgeores.2015.05.002.
- Harangi، Szabolcs؛ Molnár، M؛ Vinkler، A P؛ Kiss، B؛ Jull، A J T؛ Leonard، A G (1 أغسطس 2010). "Radiocarbon Dating of the Last Volcanic Eruptions of Ciomad Volcano, Southeast Carpathians, Eastern-Central Europe". Radiocarbon. ج. 52 ع. 3: 1498–1507. Bibcode:2010Radcb..52.1498H. DOI:10.1017/S0033822200046580. ISSN:0033-8222. مؤرشف من الأصل في 2019-08-14.
- Harangi، Szabolcs؛ Novák، A.؛ Kiss، B.؛ Seghedi، I.؛ Lukács، R.؛ Szarka، L.؛ Wesztergom، V.؛ Metwaly، M.؛ Gribovszki، K. (1 يناير 2015). "Combined magnetotelluric and petrologic constrains for the nature of the magma storage system beneath the Late Pleistocene Ciomad volcano (SE Carpathians)". Journal of Volcanology and Geothermal Research. ج. 290: 82–96. Bibcode:2015JVGR..290...82H. DOI:10.1016/j.jvolgeores.2014.12.006.
- Harangi، Szabolcs؛ Sági، Tamás؛ Seghedi، Ioan؛ Ntaflos، Theodoros (1 نوفمبر 2013). "Origin of basaltic magmas of Perșani volcanic field, Romania: A combined whole rock and mineral scale investigation" (PDF). Lithos. Magmatic response to the post-accretionary orogenesis within Alpine–Himalayan belt. 180–181: 43–57. Bibcode:2013Litho.180...43H. DOI:10.1016/j.lithos.2013.08.025. مؤرشف من الأصل (PDF) في 2023-06-17.
- Harangi, Szabolcs; Molnár, Kata; Schmitt, Axel K.; Dunkl, István; Seghedi, Ioan; Novothny, Ágnes; Molnár, Mihály; Kiss, Balázs; Ntaflos, Theodoros; Mason, Paul R. D.; Lukács, Réka (2020). "Fingerprinting the Late Pleistocene tephras of Ciomad volcano, eastern–central Europe". Journal of Quaternary Science (بالإنجليزية). 35 (1–2): 232–244. Bibcode:2020JQS....35..232H. DOI:10.1002/jqs.3177. hdl:10831/46360. ISSN:1099-1417.
- Karátson، Dávid؛ Telbisz، Tamás؛ Harangi، Szabolcs؛ Magyari، Enikő؛ Dunkl، István؛ Kiss، Balázs؛ Jánosi، Csaba؛ Vereș، Daniel؛ Braun، Mihály (1 أبريل 2013). "Morphometrical and geochronological constraints on the youngest eruptive activity in East-Central Europe at the Ciomad (Csomád) lava dome complex, East Carpathians". Journal of Volcanology and Geothermal Research. ج. 255: 43–56. Bibcode:2013JVGR..255...43K. DOI:10.1016/j.jvolgeores.2013.01.013.
- Karátson، Dávid؛ Thouret، Jean-Claude؛ Moriya، Ichio؛ Lomoschitz، Alejandro (1999). "Erosion calderas: origins, processes, structural and climatic control". Bulletin of Volcanology. ج. 61 ع. 3: 174–193. Bibcode:1999BVol...61..174K. DOI:10.1007/s004450050270. ISSN:0258-8900. S2CID:129382477.
- Karátson, D.; Telbisz, T.; Dibacto, S.; Lahitte, P.; Szakács, A.; Vereș, D.; Gertisser, R.; Jánosi, Cs.; Timár, G. (29 Mar 2019). "Eruptive history of the Late Quaternary Ciomad (Csomád) volcano, East Carpathians, part II: magma output rates". Bulletin of Volcanology (بالإنجليزية). 81 (4): 28. Bibcode:2019BVol...81...28K. DOI:10.1007/s00445-019-1287-8. hdl:10831/46310. ISSN:1432-0819.
- Karátson، D.؛ Wulf، S.؛ Vereș، D.؛ Magyari، E. K.؛ Gertisser، R.؛ Timar-Gabor، A.؛ Novothny، Á.؛ Telbisz، T.؛ Szalai، Z. (1 يونيو 2016). "The latest explosive eruptions of Ciomad (Csomád) volcano, East Carpathians – A tephrostratigraphic approach for the 51–29 ka BP time interval" (PDF). Journal of Volcanology and Geothermal Research. ج. 319: 29–51. Bibcode:2016JVGR..319...29K. DOI:10.1016/j.jvolgeores.2016.03.005. مؤرشف من الأصل (PDF) في 2023-04-09.
- Karátson, Dávid; Vereș, Daniel; Gertisser, Ralf; Magyari, Enikő K.; Jánosi, Csaba; Hambach, Ulrich, eds. (2022). Ciomad (Csomád), The Youngest Volcano in the Carpathians: Volcanism, Palaeoenvironment, Human Impact (بالإنجليزية). Cham: Springer International Publishing. DOI:10.1007/978-3-030-89140-4. ISBN:978-3-030-89139-8. S2CID:249208223.
- Kis, Boglárka-Mercédesz; Ionescu, Artur; Cardellini, Carlo; Harangi, Szabolcs; Baciu, Călin; Caracausi, Antonio; Viveiros, Fátima (15 Jul 2017). "Quantification of carbon dioxide emissions of Ciomad, the youngest volcano of the Carpathian-Pannonian Region (Eastern-Central Europe, Romania)". Journal of Volcanology and Geothermal Research (بالإنجليزية). 341: 119–130. Bibcode:2017JVGR..341..119K. DOI:10.1016/j.jvolgeores.2017.05.025. ISSN:0377-0273.
- Kiss, Balázs; Harangi, Szabolcs; Ntaflos, Theodoros; Mason, Paul R. D.; Pál-Molnár, Elemér (5 Mar 2014). "Amphibole perspective to unravel pre-eruptive processes and conditions in volcanic plumbing systems beneath intermediate arc volcanoes: a case study from Ciomad volcano (SE Carpathians)" (PDF). Contributions to Mineralogy and Petrology (بالإنجليزية). 167 (3): 986. Bibcode:2014CoMP..167..986K. DOI:10.1007/s00410-014-0986-6. ISSN:0010-7999. S2CID:62793874. Archived from the original (PDF) on 2024-04-15.
- Lahitte, P.; Dibacto, S.; Karátson, D.; Gertisser, R.; Vereș, D. (29 Mar 2019). "Eruptive history of the Late Quaternary Ciomad (Csomád) volcano, East Carpathians, part I: timing of lava dome activity". Bulletin of Volcanology (بالإنجليزية). 81 (4): 27. Bibcode:2019BVol...81...27L. DOI:10.1007/s00445-019-1286-9. ISSN:1432-0819. S2CID:134372465. Archived from the original on 2023-04-14.
- Laumonier, M.; Karakas, O.; Bachmann, O.; Gaillard, F.; Lukács, R.; Seghedi, I.; Menand, T.; Harangi, S. (1 Sep 2019). "Evidence for a persistent magma reservoir with large melt content beneath an apparently extinct volcano". Earth and Planetary Science Letters (بالإنجليزية). 521: 79–90. Bibcode:2019E&PSL.521...79L. DOI:10.1016/j.epsl.2019.06.004. ISSN:0012-821X.
- Lukács, R.; Caricchi, L.; Schmitt, A. K.; Bachmann, O.; Karakas, O.; Guillong, M.; Molnár, K.; Seghedi, I.; Harangi, Sz. (1 Jul 2021). "Zircon geochronology suggests a long-living and active magmatic system beneath the Ciomad volcanic dome field (eastern-central Europe)". Earth and Planetary Science Letters (بالإنجليزية). 565: 116965. Bibcode:2021E&PSL.56516965L. DOI:10.1016/j.epsl.2021.116965. hdl:10831/82855. ISSN:0012-821X. S2CID:235513513.
- Magyari، E. K.؛ Vereș، D.؛ Wennrich، V.؛ Wagner، B.؛ Braun، M.؛ Jakab، G.؛ Karátson، D.؛ Pál، Z.؛ Ferenczy، Gy (15 ديسمبر 2014). "Vegetation and environmental responses to climate forcing during the Last Glacial Maximum and deglaciation in the East Carpathians: attenuated response to maximum cooling and increased biomass burning" (PDF). Quaternary Science Reviews. Dating, Synthesis, and Interpretation of Palaeoclimatic Records and Model-data Integration: Advances of the INTIMATE project (INTegration of Ice core, Marine and TErrestrial records, COST Action ES0907). ج. 106: 278–298. Bibcode:2014QSRv..106..278M. DOI:10.1016/j.quascirev.2014.09.015. مؤرشف من الأصل (PDF) في 2024-04-15.
- Mitrofan، Horia (2000). "Tușnad-Băi – A Geothermal System Associated With The Most Recent Volcanic Eruption in Romania" (PDF). pangea.stanford.edu. IGA Geothermal Papers Online Database. مؤرشف من الأصل (PDF) في 2023-06-17. اطلع عليه بتاريخ 2016-12-19.
- Molnár, Kata; Harangi, Szabolcs; Lukács, Réka; Dunkl, István; Schmitt, Axel K.; Kiss, Balázs; Garamhegyi, Tamás; Seghedi, Ioan (Feb 2018). "The onset of the volcanism in the Ciomad Volcanic Dome Complex (Eastern Carpathians): Eruption chronology and magma type variation". Journal of Volcanology and Geothermal Research (بالإنجليزية). 354: 39–56. Bibcode:2018JVGR..354...39M. DOI:10.1016/j.jvolgeores.2018.01.025. hdl:10831/67106. ISSN:0377-0273.
- Molnár, Kata; Lukács, Réka; Dunkl, István; Schmitt, Axel K.; Kiss, Balázs; Seghedi, Ioan; Szepesi, János; Harangi, Szabolcs (15 Mar 2019). "Episodes of dormancy and eruption of the Late Pleistocene Ciomad volcanic complex (Eastern Carpathians, Romania) constrained by zircon geochronology". Journal of Volcanology and Geothermal Research (بالإنجليزية). 373: 133–147. Bibcode:2019JVGR..373..133M. DOI:10.1016/j.jvolgeores.2019.01.025. ISSN:0377-0273. S2CID:96519681.
- Molnár, Kata; Czuppon, György; Palcsu, László; Benkó, Zsolt; Lukács, Réka; Kis, Boglárka-Mercédesz; Németh, Bianca; Harangi, Szabolcs (1 Aug 2021). "Noble gas geochemistry of phenocrysts from the Ciomad volcanic dome field (Eastern Carpathians)". Lithos (بالإنجليزية). 394–395: 106152. Bibcode:2021Litho.39406152M. DOI:10.1016/j.lithos.2021.106152. hdl:10831/110691. ISSN:0024-4937. S2CID:233566261.
- Sarbu, Serban M; Aerts, Joost; Flot, Jean-François; Van Spanning, Rob J.M.; Baciu, Călin; Ionescu, Artur; Kis, Boglárka M.; Incze, Reka; Sikó-Barabási, Sándor (2018). "Sulfur Cave (Romania), an extreme environment with microbial mats in a CO2-H2S/O2 gas chemocline dominated by mycobacteria". International Journal of Speleology (بالإنجليزية). 47 (2): 173–187. DOI:10.5038/1827-806X.47.2.2164. hdl:10831/67487. ISSN:0392-6672.
- Szakács, Alexandru; Seghedi, Ioan; Pécskay, Zoltán; Mirea, Viorel (30 Jan 2015). "Eruptive history of a low-frequency and low-output rate Pleistocene volcano, Ciomad, South Harghita Mts., Romania". Bulletin of Volcanology (بالإنجليزية). 77 (2): 12. Bibcode:2015BVol...77...12S. DOI:10.1007/s00445-014-0894-7. ISSN:0258-8900. S2CID:129778845.
- Szakács, Alexandru; Kovács, István János (Aug 2023). "Is the most recently active volcano in the Carpathian-Pannonian Region capable of further eruptions?". Journal of Volcanology and Geothermal Research (بالإنجليزية). 440: 107868. Bibcode:2023JVGR..44007868S. DOI:10.1016/j.jvolgeores.2023.107868.
- Tanțău, Ioan; Reille, Maurice; Beaulieu, Jacques-Louis de; Fărcaș, Sorina; Goslar, Tomasz; Paterne, Martine (5 Aug 2003). "Vegetation history in the Eastern Romanian Carpathians: pollen analysis of two sequences from the Mohoș crater". Vegetation History and Archaeobotany (بالإنجليزية). 12 (2): 113–125. Bibcode:2003VegHA..12..113T. DOI:10.1007/s00334-003-0015-6. ISSN:0939-6314. S2CID:128908674.